# 千疋狼
千疋狼（せんびきおおかみ）は、日本の説話の類型の一つ。送り狼と並んでオオカミの説話で有名なものとされ、「鍛冶が嬶」「小池婆」「弥三郎婆」など、類する多くの説話が日本全国に伝承されている。
多くは、夜間にオオカミの大群に襲われた人間が木の上に登り、オオカミたちが梯子のように肩車を組んで樹上の人間を襲おうとするものの後一歩で届かず、オオカミが自分たちの親玉の化け物を呼びつける、というものである。動物学者・平岩米吉はこれらを、オオカミが夜に活動する習性、指揮をとる者のもとに集団で行動する習性を意味するとし、オオカミが肩車を組むのは、オオカミの高く飛び上がる身の軽さを表現したものと指摘している。

## 鍛冶が嬶

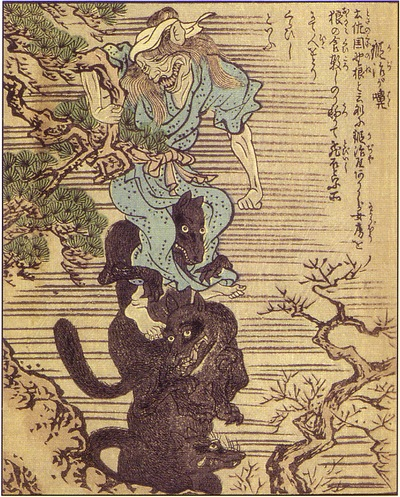
竹原春泉画『絵本百物語』より「鍛冶が嬶」

鍛冶が嬶、鍛冶が媼（かじがかか、かじがばば）は、高知県室戸市に伝わる説話。
ある身重の女が奈半利（現・安芸郡奈半利町）へ向かうために峠を歩いていた。夜になる頃に陣痛が起き、運悪くオオカミが襲って来たが、そこへ通りかかった飛脚に助けられ、木の上へ逃げることができた。オオカミたちは木の上へは爪が届かないので、梯子状に肩車を組んで木の上へ襲いかかろうとし、飛脚は脇差で必死に応戦した。

水木しげるロードに設置されている「鍛冶媼」のブロンズ像。

その内にオオカミたちは「佐喜浜の鍛冶嬶を呼べ」と言い出した。しばらくすると、白毛に覆われた一際大きいオオカミが鍋をかぶった姿で現れ、飛脚に襲い掛かった。飛脚は渾身の力で脇差しを振り下ろすと、鍋が割れると共に人の叫びのような声が響き、オオカミたちは一斉に姿を消した。
夜が明けて峠に人通りが出始めたので、飛脚は女を通行人に任せ、自分は血痕を辿って佐喜浜の鍛冶屋へ辿り着いた。お宅に嬶はいないかと尋ねると、頭に傷を負って寝込んでいるということだった。飛脚は屋内に入り込み、中で寝ていた嬶を斬り倒した。嬶の姿をしていたのはあの白毛のオオカミであり、床下には多くの人骨、そして本物の嬶の骨も転がっていたという。
佐喜浜には現在でも鍛冶が嬶の供養塔が残っている。また佐喜浜を訪れた郷土史家・寺石正路によると、明治時代には鍛冶が嬶の墓石もあったとされ、鍛冶屋の子孫といわれる人々には必ず逆毛が生えていたという。
江戸時代の奇談集『絵本百物語』では「鍛冶が嬶」と題し、オオカミに食い殺された女の霊がオオカミに憑いて人を襲う話となっており（絵本百物語#巻第五を参照）、千疋狼のような特徴は見られないが、挿絵ではオオカミの群れが樹上に向かって梯子状に肩車を組む姿が描かれている。

## 小池婆
小池婆（こいけばば）は、雲州松江（現・島根県松江市）に伝わる説話。
松江の小池という武家に仕える男が、正月休みに里帰りし、主の登城日前日の朝、未明の内に家を発って主のもとへ向かった。檜山へ差し掛かった頃、オオカミの群れに出くわしてしまい、逃げ場を失って路傍の大木に登り、難を逃れようとした。
するとオオカミたちは梯子状に肩車を組んで男に近付いてきたが、あと少しのところで高さが足りない。一番上のオオカミが「小池婆を呼べ」と吠えたてた。それに応じて1匹の巨大なネコがやって来て、オオカミの梯子を昇って来た。男はネコを待ち受け、腰の刀を抜いてネコの眉間を切りつけた。金属音が響き、ネコもオオカミの群も姿を眩ました。
やがて夜が明けて人の声がするようになり、男は安心して木から降りると、足元に茶釜の蓋が落ちていた。良く見ると、それは見慣れた主の家の茶釜の蓋だった。不思議に思い、男はそれを持って主の家へ向かった。
主の家へ着いたところ、主の母親が昨晩、厠で転んで額に大怪我をしたと大騒ぎになっていた。さらに家の茶釜の蓋がなくなり、探し回っているところだった。男は茶釜の蓋を主に見せて事情を話した。主が母の部屋を覗くと、母は布団をかぶって妙な声で呻いていた。
主は母を怪しいと睨み、布団の上から刀で突き刺した。布団を剥いで見ると、そこには老いたネコの死骸があったという。

## 弥三郎婆
弥三郎婆（やさぶろうばば）は、新潟県弥彦山を始め、山形県、福島県、静岡県に伝わる説話。中でも、以下の弥彦山の伝説が知られている。
弥彦山の麓に、弥三郎という男が老いた母親と共に暮していた。ある日、弥三郎は山の中でオオカミの群れに出くわしてしまい、大木に登って難を逃れようとした。
するとオオカミたちは梯子状に肩車を組んで男に近付いてきたが、あと少しのところで高さが足りない。一番上のオオカミが「弥三郎の婆を呼べ」と吠えたてた。すると空に暗雲が垂れ込め、その中から毛むくじゃらの腕が現れて弥三郎を掴んだ。弥三郎は必死に刀でその腕を斬りつけると、雲もオオカミも消えてしまった。
弥三郎は、オオカミたちはなぜ自分の母を呼んだのだろうと不思議に思いつつ、斬り落とした腕を持って帰宅した。家では母が布団を被って妙な声で呻いていた。弥三郎が事情を話して件の腕を見せると、母は「これは俺の腕だ!」と叫び、肩口から血を滴らせつつ逃げ去った。この母の正体は鬼婆であり、本物の母は既に鬼婆に食べられてしまった後だったという。
なおこの説話には、弥三郎婆は鬼ではなくオオカミたちを率いる老いたネコだった、鬼婆が後に改心して妙多羅天という神になったなどの多くの異説がある。
妙多羅天の名の祠は山形県東置賜郡高畠町にもあり、羽前国（現・山形県）の伝説では渡会弥三郎という者が母の変化した鬼女に襲われ、その腕を斬り落としたとされ、前述のような弥三郎婆の説話は、この弥三郎の話に上述の「小池婆」のようなネコやオオカミの怪異が混ざって生まれたという説もある。

## その他
明治初期に伊勢神宮神官である山口起業が集めた霊験譚『神判記実』にも類話は見られ、紀伊国の樵・岩松がオオカミの群れに追われ、木に登るも、オオカミは背に上って重なり迫ったため、祓詞を唱えると、オオカミ達は降り、地に伏せた。さらに唱え続けると朽ちた枝が折れて落ち、大きな音を立てたため、オオカミは四散して逃げ、助かったとされる。

## 千疋狼にちなんだ作品
小説
- 京極夏彦『鍛冶が嬶』（西巷説百物語に収録）